# Julia Kapulet

John William Waterhouse, Julia (Niebieski naszyjnik) (1898)

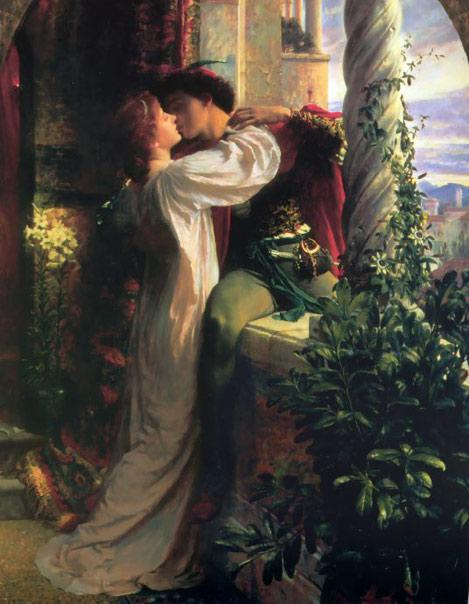
Frank Bernard Dicksee, Romeo i Julia (1884)

Julia Kapulet, także Julia Capuleti (ang. Juliet Capulet) – fikcyjna postać z tragedii Williama Szekspira pod tytułem Romeo i Julia.

## Rodzina, pochodzenie
Julia pochodzi z Werony, ze znanej i szanowanej rodziny Kapuletów. Jest pierwszym dzieckiem swoich rodziców i jedynym pozostającym przy życiu w czasie akcji utworu (Kapulet wspomina, iż Ziemia pochłonęła wszystkie me nadzieje, oprócz tej jednej). Podczas trwania sztuki mają miejsce czternaste urodziny Julii, które – zgodnie z tekstem oryginału – przypadają na 31 lipca lub 1 sierpnia. W związku z tym, że uroczystości odbywają się na kilka dni przed tą datą, można wnioskować, że sama akcja rozgrywa się w połowie lipca. 
Tytułowa bohaterka Romea i Julii jest bardzo młoda – ma zaledwie czternaście lat. Mimo że w XVI wieku, kiedy Szekspir pisał tę sztukę, w wielu krajach Europy kobiety na tym etapie życia miały już męża i potomstwo, w Anglii przyjęte było, iż właściwym wiekiem dla kobiety na wyjście za mąż było 21 lat. W ten sposób ówczesny widz mógł łatwiej sobie wyobrazić sytuację, w której uczucie pomiędzy dwojgiem młodych ludzi może doprowadzić do kłopotów. Była to sztuka o Włochach – statystyczny ówczesny mieszkaniec Wysp Brytyjskich nigdy nie spotkał żadnego z nich, byli powszechnie uznawani za mieszkańców odległego, dość egzotycznego kraju, co także tłumaczyło zaobserwowane różnice. 

## Charakter
Akcja sztuki trwa nie dłużej niż tydzień. W tym czasie bohaterka przeżywa liczne trudności, związane z wejściem w dorosłość. Zakochuje się, doświadcza śmierci bliskiego sobie kuzyna, zdradza ją najwierniejsza opiekunka, wdowieje, w końcu popełnia samobójstwo. Mimo to wykazuje się odpornością psychiczną i dużą inteligencją. Jest opanowana, w przeciwieństwie do impulsywnego Romea. Do niej także należy inicjatywa w ich związku: to ona pozwala mu się pocałować, sugeruje małżeństwo, wybacza swojemu wybrankowi zabicie kuzyna. Julia jest wierna swoim ideałom, wierzy, że to, co robi, jest słuszne.

## Julia w kulturze popularnej
W The Sims 2 w Weronie (ang. Veronaville) pojawia się simka o takim samym imieniu i nazwisku (w oryginale Juliette Capp). Jest nastoletnią córką zmarłych Kordeli (Cordelia) i Kalibana (Caliban) Kapuletów. Ma siostrę Hermię, brata Tybalta, kuzynów Mirandę, Hala, Desdemonę i Ariel. Są oni dziećmi ciotki Julii – Grażyny (Goneril) i jej męża Albina (Albany). Ma także ciotkę Renatę (Regan), wujków: Kenta i męża Renaty Pankracego (Cornwall). Podkochuje się w Romeo Montekim. Julią, Hermią i Tybaltem zajmuje się ich dziadek Konstanty (Consort). Jest to nawiązanie do Romea i Julii.